# Жіноча юніорська збірна Естонії з хокею із шайбою
Жіноча юніорська збірна Естонії з хокею із шайбою (ест. Eesti kuni 18-aastaste naiste jäähokikoondis) — національна жіноча юніорська команда Естонії, що представляє країну на міжнародних змаганнях з хокею із шайбою. Функціонування команди забезпечується хокейною федерацією Естонії.

## Виступи на чемпіонатах світу
- 2023 — 6 місце (Дивізіон II B)